# 장기불황

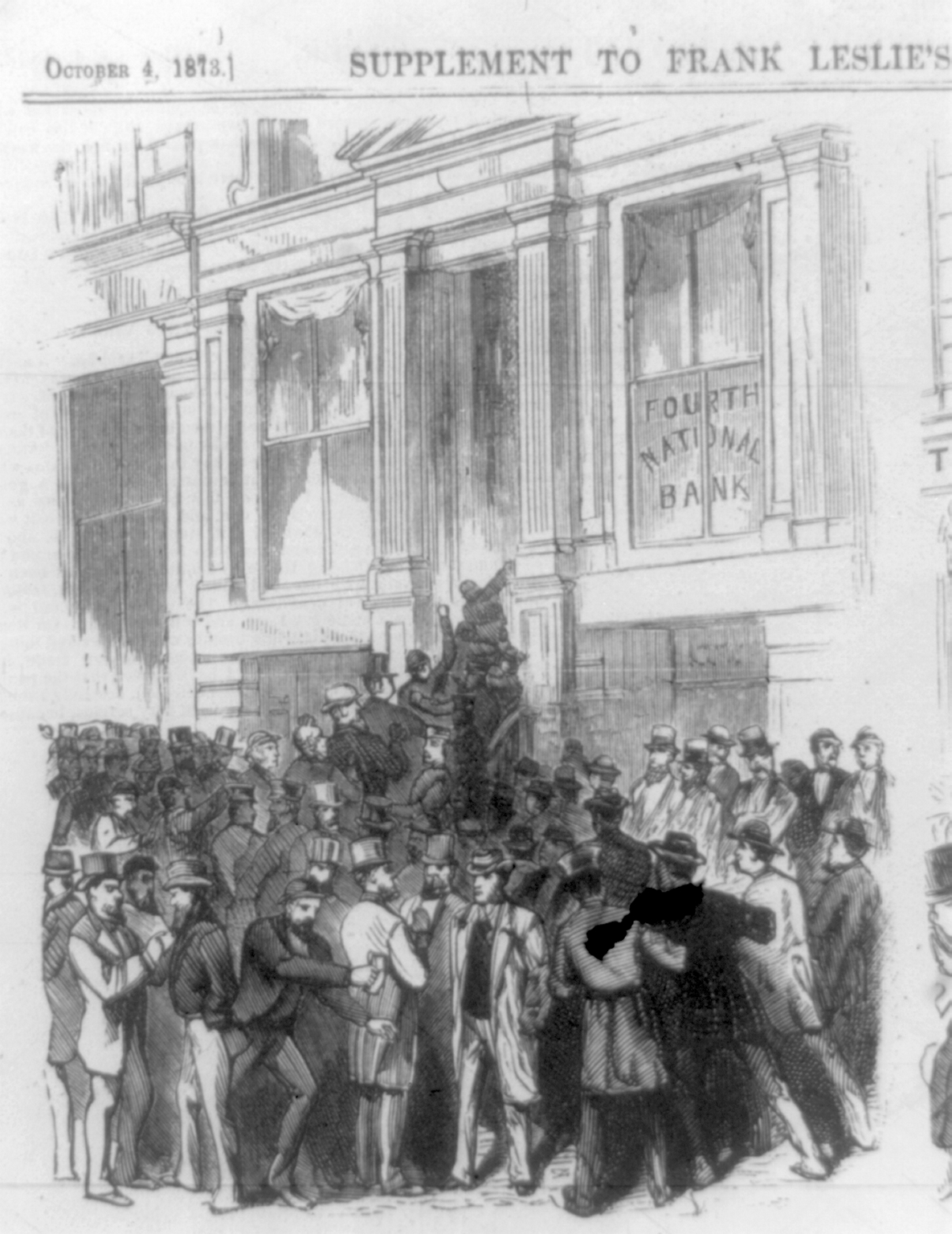
장기불황의 시작인 1873년 뉴욕 제4 국립은행의 뱅크런 사태.

장기불황(Long Depression, 1873년 –1896년) 또는 대불황(Great Depression)은 영국 빅토리아 시대 후반기에 발생한 세계 경제 위기를 가리킨다. 대불황은 제2차 산업 혁명과 남북 전쟁이 끝난 후 강력한 경제 성장을 이루고 있었던 유럽에 심각한 결과를 가져왔다. 당시 이 불황은 대불황(the Great Depression)이라는 명칭으로 불리고 있었지만, 1930년대에 들어 세계 공황이 발생하면서 장기 불황(Long Depression)이라는 명칭으로 바뀌었다. 1873년에 시작되어 온화한 디플레이션과 저성장의 시기를 거쳤지만, 1930년대 대공황 정도의 심각한 ‘경제적 후퇴와 극단적인 붕괴’는 일어나지 않았다.
대불황의 영향은 서유럽 및 북미에서 가장 두드러졌다. 당시의 정세를 알 수 있는 신뢰할 수 있는 데이터가 이들 지역의 것이 가장 접근하기 쉽기 때문이라는 것도 있다. 영국은 가장 타격이 심했던 것으로 추측되고 있다. 예를 들어, 이 기간에 영국은 거대 산업에서 유럽 대륙 국가에 지키고 있던 비교 우위를 상실했다. 대불황의 한가운데에서 영국 경제는 1873년에서 최대 1896년까지 불황이 지속되고 있었다는 견해가 많았다. 또한 일부 문헌에서 이 시기는 1873 ~ 1896년의 대공황이라고 한다.
미국에서는 일반적으로 1873년 ~ 1879년의 불황은 경제학자들이 대불황(1873년 공황 시작, 1893년의 불황이 그 뒤를 그 전체 기간을 한꺼번에 광의의 대불황)이라고 정의하고 있다. 전미경제연구소는 “패닉에 이어 일어난 불경기는 1873년 10월부터 1879년 3월까지 계속되었다”라고 정의하고 있다. 65개월 간의 경기 침체는 미국 경제 연구소의 분류에서 가장 긴 불경기이고 대공황의 43개월 불경기를 훨씬 웃돌고 있다. 공황 이후 경제는 급성장기에 돌입하였고, 1870년대 및 1880년대에서 가장 빠르게 경제 성장을 이루었다.

## 배경
이 불황 이전 시기는 큰 군사 충돌에 의해 세계의 동향이 좌우되었으며, 또한 경제적으로 말하면 경기 확대기였다. 유럽에서는 프로이센-프랑스 전쟁과 연계되어 독일에서는 새로운 정치 질서가 탄생했다. 프랑스에 200만 파운드의 배상금이 부과되었고, 독일과 중부 유럽 지역에서의 투자 붐이 과열되었다. 산업계에서는 베서머 전로 등의 신기술이 급속하게 확산되었고, 그 결과 철도 회사는 급성장했다. 미국의 남북 전쟁 후의 단기적인 전후 불황(1865년 ~ 1867년) 이후 투자 붐이 일었다. 이 투자는 주로 미국 이외의 투자자에 의한 것으로, 특히 미국 서부 공유지의 철도 부설에 투자가 집중되었다.
1873년 공황은 "사상 첫 국제적 위기"로 여겨졌다. 중앙 유럽의 주가 상승을 견인해 온 낙관론은 이미 자취를 감추었고, 1873년 4월에 시작된 비엔나의 공황에 의해 거품의 두려움이 최고조에 달했다. 1873년 4월 8일에 비엔나 증권 거래소에서 주가의 폭락이 시작되었고, 4월 10일까지 계속 하락한 후 증권 거래소는 폐쇄되었다. 3일 후에 다시 거래를 재개했을 때, 언뜻 패닉이 진정, 그 영향은 오스트리아 - 헝가리 제국 내에서만 국한된 것처럼 보였다. 경제 위기는 몇 달 후 1873년 9월 18일 (통칭, 검은 목요일) 미국에도 파급되었다. 이것은 제이 쿡 은행과 노던 퍼시픽 철도의 도산에 의한 것이다. 노던 퍼시픽 철도는 미국 서부에 4000만 에이커(160,000 km2) 공유지를 불하받았고, 제이 쿡은 회사의 운영을 위해 1억 달러의 자금을 조달했다. 그 채권이 판매 불가능한 것으로 드러나자 은행은 파산했고, 이에 따라 일부 대형 은행도 파산했다. 뉴욕증권거래소는 9월 20일부터 10일 간 폐쇄되었다.
재정 위기의 악영향은 유럽으로 되돌아와 비엔나에서 2차 공황이 발생하고 유럽 대륙 지역에서는 추가적인 도산이 잇따랐다. 프랑스에서는 공황 이전에 오랜 기간에 걸친 디플레이션이 계속되고 있었지만, 영국 역시 한동안은 경제적 곤경을 겪지 않았다.
미국에서 투기적인 자금 조달에는 남북 전쟁의 지불 시에 법정 통화로 사용된 그린백(greenbacks)에 의한 것과 1869년 유니온 퍼시픽 철도의 건설 시의 악질적인 사기 두가지 종류가 있었다. 이들은 크레디 모빌리에(Crédit Mobilier America) 공황 때 최고조를 맞이했다. 1840년대의 영국에서의 철도 건설 버블과 마찬가지로 철도는 지나치게 건설되어, 시장이 침체되었고, 1873년의 거품 붕괴로 이어졌다. 유니온 퍼시픽 철도, 노던 퍼시픽 철도 모두 파산했다.
1873년의 공황에 의해 각국 정부는 통화 지키기 위해 고정환율제를 해제했다. 유럽과 북미 각국 정부가 1870년대 초반에 은화 발행과 통용을 폐지한 것도 큰 영향을 미쳤다. 미국의 1873년 경화법은 농민과 광부의 큰 반대에 부딪쳤다. 왜냐하면 당시 은화는 대도시의 은행보다 시골에 재정적인 이점이 더 컸기 때문이다. 게다가 디플레이션을 방지하고 수출을 증대하기 위해 정부가 발행하는 불태환지폐(미국 정부 지폐)를 계속 발행해야 한다고 주장하는 미국인도 있었다. 미국 서부 주는 분노에 휩싸였다. 네바다, 콜로라도, 아이다호 주는 은 광산을 안고 있었고, 생산 능력도 높았지만 몇 년 동안은 생산은 시들해졌다. 1890년에 셔먼 은구입 법이 통과되자 미국 정부는 은 구입을 재개하였다.
통화주의자들은 1873년의 공황이 금본위제의 토대를 흔드는 금의 부족으로 유발된 것으로 생각하고 있다. 또한 그들은 1848년의 캘리포니아 골드 러시, 1886년 남아프리카 공화국, 비토 워 텔 슬란트의 골드 러시, 1898년 ~ 1899년 캐나다 클론다이크의 골드 러시에 의해, 이 위기가 완화된 것으로 생각하고 있다. 또한 다른 연구자들은 발전적 파동(콘드라티에프 파동 참조)의 참여를 지적하고, 제2차 산업 혁명에 의해 많은 나라의 경제의 중점이 이동하고, 산업의 전환 비용이 발생했지만, 공황을 일으키는 중요한 역할을 했을 가능성이 있다고하고 있다.

## 불경기의 진전
이후 대공황(the Great Depression)뿐만 아니라, 대불황이 각국에 미친 영향은 시기도, 속도도 나라마다 차이가 있으며, 일부 국가는 일정 기간에 걸쳐 경제 급성장을 했다. 그러나 세계적으로는 1870년대, 1880년대, 1890년대는 가격 수준이 하락 일로를 걷고 있는 시기이며, 그 이전과 이후의 시기 모두와 비교하여 분명히 경제 성장률은 낮았다.
1870년부터 1890년까지 주요 조강 생산국 5개 나라의 조강 생산량은 1,100만톤, 2,300만톤으로 2 배 이상 증가하였고, 또한 철강 생산량은 50만톤에서 1,100만톤으로 20배 늘었다. 철도 정비 사업도 급성장했다. 그러나 같은 시기에 일부 시장에서는 시장 가격이 모조리 붕괴되었다. 1894년 곡물 가격은 1867년 수준에 비해 3분의 1까지 하락하였고, 면화 가격은 1872년부터 1877년까지 5년간 절반까지 떨어졌다. 이 가격 하락으로 농업 종사자들은 큰 타격을 입었다. 이 가격 붕괴로 많은 나라(예를 들어 프랑스, 독일, 미국 등)에서 보호 무역주의 정책이 채택되게 되었다. 또한 이탈리아, 스페인, 오스트리아-헝가리 제국, 러시아 등에서 대규모 이민자들의 유입도 유발하게 되었다. 마찬가지로 철 생산량은 1870년대부터 1890년대에 걸쳐 2 배가 된 반면, 철 가격은 절반까지 떨어졌다. 많은 나라에서는 위기 이전 19세기 전반과 공황 이후에 비해 경제 성장률은 분명히 낮았다.
|          | 1850s-1873 | 1873-1890 | 1890-1913 |
| -------- | ---------- | --------- | --------- |
| 독일     | 4.3        | 2.9       | 4.1       |
| 영국     | 3.0        | 1.7       | 2.0       |
| 미국     | 6.2        | 4.7       | 5.3       |
| 프랑스   | 1.7        | 1.3       | 2.5       |
| 이탈리아 |            | 0.9       | 3.0       |
| 스웨덴   |            | 3.1       | 3.5       |

|                   | 1830 | 1840 | 1850 | 1860 | 1870 | 1880 | 1890 |
| ----------------- | ---- | ---- | ---- | ---- | ---- | ---- | ---- |
| 러시아            | 10.5 | 11.2 | 12.7 | 14.4 | 22.9 | 23.2 | 21.1 |
| 프랑스            | 8.5  | 10.3 | 11.8 | 13.3 | 16.8 | 17.3 | 19.7 |
| 영국              | 8.2  | 10.4 | 12.5 | 16.0 | 19.6 | 23.5 | 29.4 |
| 독일              | 7.2  | 8.3  | 10.3 | 12.7 | 16.6 | 19.9 | 26.4 |
| 오스트리아-헝가리 | 7.2  | 8.3  | 9.1  | 9.9  | 11.3 | 12.2 | 15.3 |
| 이탈리아          | 5.5  | 5.9  | 6.6  | 7.4  | 8.2  | 8.7  | 9.4  |

## 같이 보기
- 대공황